# جارفيس لونش
جارفيس لونش (بالإنجليزية: Jarvis Lynch)‏ هو ضابط أمريكي، ولد في 17 فبراير 1933 في غلاسبورو في الولايات المتحدة.